# Ulrich Meier-Tesch
Ulrich Norbert Meier-Tesch (* 7. Juli 1959 in München) ist ein deutscher Diplomat. Er war von 2019 bis 2024 Botschafter in Guinea.

## Werdegang
Bevor Ulrich Meier-Tesch 1991 in den Auswärtigen Dienst eintrat, studierte er Rechtswissenschaften in Berlin, Genf und Freiburg und leistete das Rechtsreferendariat in Hamburg ab.
Von 1990 bis 1991 absolvierte Meier-Tesch den Vorbereitungsdienst des höheren Auswärtigen Dienstes und arbeitete zunächst als Referent in der Kulturabteilung im Auswärtigen Amtes. Danach ging er als Legationsrat 1. Klasse an die Botschaft Sofia und wechselte 1994 als Ständiger Vertreter des Botschafters an die Botschaft Bamako. Die nächsten Stationen waren von 1997 bis 1999 eine Tätigkeit als Referent in der Wirtschaftsabteilung im Auswärtigen Amt und von 2000 bis 2003 als Botschaftsrat an der Botschaft in Bukarest.
Die Jahre von 2003 bis 2015 verbrachte Meier-Tesch im Auswärtigen Amt in Berlin, zunächst als stellvertretender Referatsleiter in der Zentralabteilung und ab 2009 als Berater und anschließend Referatsleiter für Rüstungsexportkontrolle. Von 2015 bis 2019 leitete er das Rechts- und Konsularreferat der Deutschen Botschaft Ankara und im Juli 2019 wurde er als Botschafter nach Guinea, mit Sitz in Conakry, entsandt. Im Sommer 2024 wurde er in diesem Amt von Irene Biontino abgelöst.